# Hưng Yên (thành phố)
Hưng Yên là thành phố tỉnh lỵ cũ của tỉnh Hưng Yên, Việt Nam.

## Địa lý

Một góc thành phố Hưng Yên

Thành phố Hưng Yên nằm ở phía nam của tỉnh Hưng Yên, bên bờ trái (bờ Bắc) sông Hồng, cách trung tâm thủ đô Hà Nội khoảng 54 km, có vị trí địa lý:
- Phía đông giáp huyện Tiên Lữ và huyện Hưng Hà, tỉnh Thái Bình
- Phía tây giáp thị xã Duy Tiên, tỉnh Hà Nam
- Phía nam giáp huyện Lý Nhân, tỉnh Hà Nam
- Phía bắc giáp huyện Kim Động.

Thành phố Hưng Yên có diện tích 73,89 km², dân số năm 2020 là 118.646 người, mật độ dân số đạt 1.606 người/km².
Quốc lộ 38 với cầu Yên Lệnh nối thành phố Hưng Yên với Quốc lộ 1.
Thành phố có hai xã Phú Cường và Hùng Cường nằm ở bãi bồi (cù lao) giữa sông Hồng.

### Khí hậu
| Dữ liệu khí hậu của Hưng Yên                                 | Dữ liệu khí hậu của Hưng Yên | Dữ liệu khí hậu của Hưng Yên | Dữ liệu khí hậu của Hưng Yên | Dữ liệu khí hậu của Hưng Yên | Dữ liệu khí hậu của Hưng Yên | Dữ liệu khí hậu của Hưng Yên | Dữ liệu khí hậu của Hưng Yên | Dữ liệu khí hậu của Hưng Yên | Dữ liệu khí hậu của Hưng Yên | Dữ liệu khí hậu của Hưng Yên | Dữ liệu khí hậu của Hưng Yên | Dữ liệu khí hậu của Hưng Yên | Dữ liệu khí hậu của Hưng Yên |
| Tháng                                                        | 1                            | 2                            | 3                            | 4                            | 5                            | 6                            | 7                            | 8                            | 9                            | 10                           | 11                           | 12                           | Năm                          |
| ------------------------------------------------------------ | ---------------------------- | ---------------------------- | ---------------------------- | ---------------------------- | ---------------------------- | ---------------------------- | ---------------------------- | ---------------------------- | ---------------------------- | ---------------------------- | ---------------------------- | ---------------------------- | ---------------------------- |
| Cao kỉ lục °C (°F)                                           | 32.0 (89.6)                  | 32.6 (90.7)                  | 37.0 (98.6)                  | 37.4 (99.3)                  | 38.5 (101.3)                 | 40.5 (104.9)                 | 38.4 (101.1)                 | 37.5 (99.5)                  | 35.2 (95.4)                  | 34.0 (93.2)                  | 34.5 (94.1)                  | 30.5 (86.9)                  | 40.5 (104.9)                 |
| Trung bình ngày tối đa °C (°F)                               | 19.5 (67.1)                  | 19.7 (67.5)                  | 22.3 (72.1)                  | 26.7 (80.1)                  | 30.9 (87.6)                  | 32.4 (90.3)                  | 32.7 (90.9)                  | 31.7 (89.1)                  | 30.5 (86.9)                  | 28.3 (82.9)                  | 25.2 (77.4)                  | 21.7 (71.1)                  | 26.8 (80.2)                  |
| Trung bình ngày °C (°F)                                      | 16.2 (61.2)                  | 16.9 (62.4)                  | 19.6 (67.3)                  | 23.5 (74.3)                  | 27.0 (80.6)                  | 28.6 (83.5)                  | 29.0 (84.2)                  | 28.4 (83.1)                  | 27.1 (80.8)                  | 24.5 (76.1)                  | 21.1 (70.0)                  | 17.8 (64.0)                  | 23.3 (73.9)                  |
| Tối thiểu trung bình ngày °C (°F)                            | 14.0 (57.2)                  | 15.0 (59.0)                  | 17.8 (64.0)                  | 21.4 (70.5)                  | 24.2 (75.6)                  | 25.8 (78.4)                  | 26.3 (79.3)                  | 25.8 (78.4)                  | 24.6 (76.3)                  | 21.8 (71.2)                  | 18.4 (65.1)                  | 15.1 (59.2)                  | 20.8 (69.4)                  |
| Thấp kỉ lục °C (°F)                                          | 4.9 (40.8)                   | 5.3 (41.5)                   | 6.6 (43.9)                   | 12.2 (54.0)                  | 16.5 (61.7)                  | 19.4 (66.9)                  | 20.6 (69.1)                  | 21.8 (71.2)                  | 16.5 (61.7)                  | 12.5 (54.5)                  | 8.4 (47.1)                   | 4.8 (40.6)                   | 4.8 (40.6)                   |
| Lượng Giáng thủy trung bình mm (inches)                      | 26 (1.0)                     | 25 (1.0)                     | 48 (1.9)                     | 92 (3.6)                     | 172 (6.8)                    | 229 (9.0)                    | 219 (8.6)                    | 286 (11.3)                   | 261 (10.3)                   | 187 (7.4)                    | 75 (3.0)                     | 24 (0.9)                     | 1.644 (64.7)                 |
| Số ngày giáng thủy trung bình                                | 9.1                          | 12.8                         | 16.6                         | 13.8                         | 13.1                         | 14.2                         | 13.1                         | 15.5                         | 13.7                         | 11.2                         | 7.3                          | 5.5                          | 146.0                        |
| Độ ẩm tương đối trung bình (%)                               | 85.2                         | 87.6                         | 90.1                         | 89.8                         | 86.2                         | 84.4                         | 84.0                         | 87.1                         | 86.9                         | 84.8                         | 82.6                         | 82.4                         | 85.9                         |
| Số giờ nắng trung bình tháng                                 | 75                           | 42                           | 49                           | 93                           | 187                          | 178                          | 205                          | 179                          | 179                          | 173                          | 139                          | 127                          | 1.625                        |
| Nguồn: Vietnam Institute for Building Science and Technology |                              |                              |                              |                              |                              |                              |                              |                              |                              |                              |                              |                              |                              |

## Hành chính

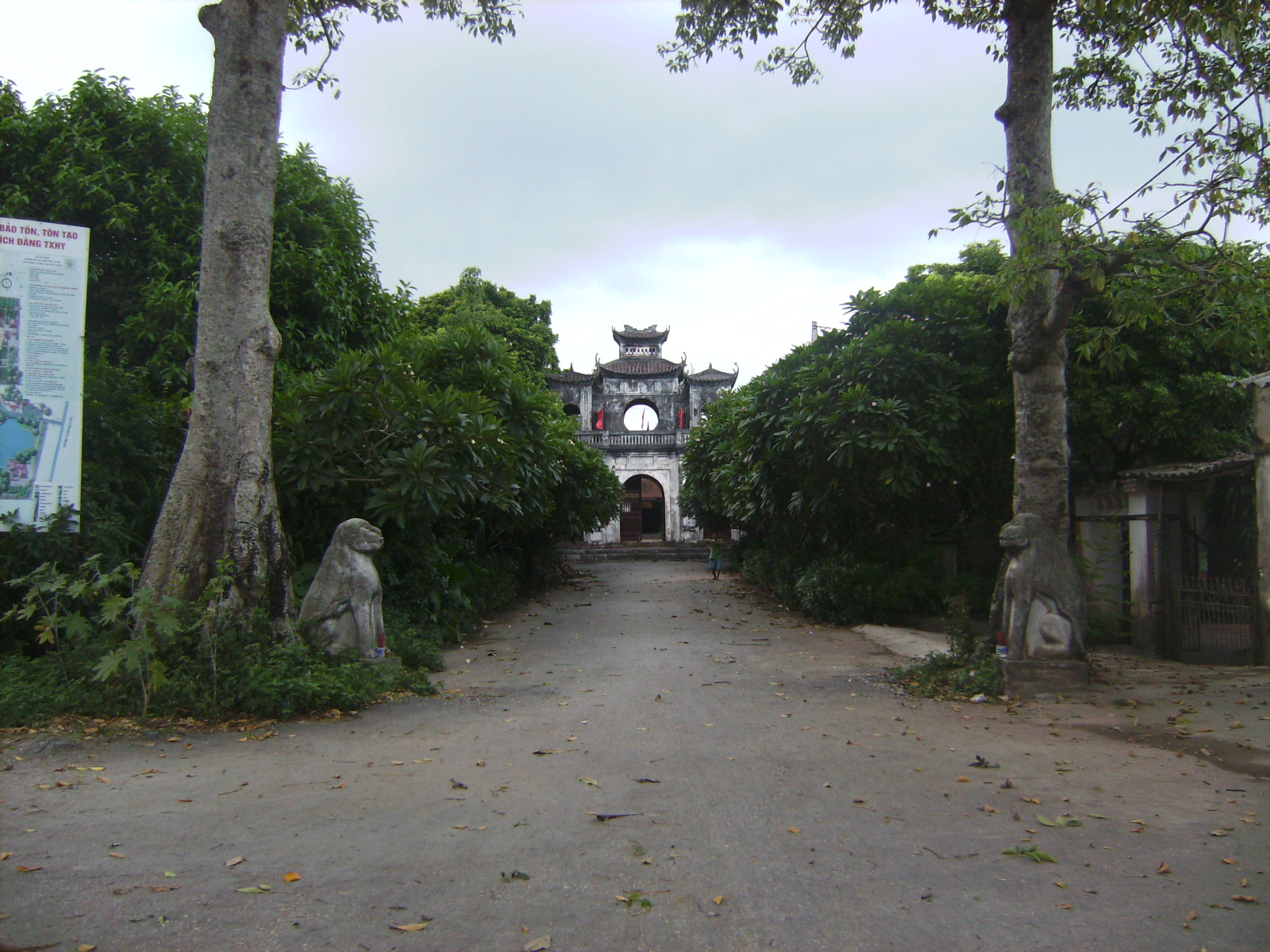
Văn miếu Xích Đằng ở thành phố Hưng Yên

Thành phố Hưng Yên có 15 đơn vị hành chính cấp xã trực thuộc, bao gồm 6 phường: An Tảo, Hiến Nam, Hồng Châu, Lam Sơn, Lê Lợi, Minh Khai và 9 xã: Bảo Khê, Hoàng Hanh, Hùng Cường, Liên Phương, Phú Cường, Phương Nam, Quảng Châu, Tân Hưng, Trung Nghĩa.

## Lịch sử
Ngay từ thế kỷ thứ 10, vùng đất trung tâm thành phố Hưng Yên đã được tướng quân Phạm Bạch Hổ chọn làm nơi đặt lỵ sở Đằng Châu khi ông là một trong 12 sứ quân nổi dậy xưng hùng xưng bá. Năm 968, Đinh Bộ Lĩnh tập hợp lực lượng để dẹp loạn 12 sứ quân, Phạm Bạch Hổ theo về trở thành tướng nhà Đinh, được vua Đinh Tiên Hoàng phong chức Thân vệ Đại tướng quân và tiếp tục được giao cai quản và gây dựng vùng đất này.
Khu vực Phố Hiến nay thuộc thành phố Hưng Yên, vào thế kỷ 16, 17 là lỵ sở của trấn Sơn Nam thời nhà Hậu Lê. Sơn Nam lúc bấy giờ bao gồm phần lớn các tỉnh: Hưng Yên, Hà Nam, Nam Định, Thái Bình, Ninh Bình, Hà Tây(cũ)..
Tháng 10 năm 1831 - niên hiệu Minh Mạng, triều đình Huế thực hiện một cuộc cải cách hành chính lớn trên toàn lãnh thổ Việt Nam, trong đó có việc xóa bỏ các đơn vị tổng, trấn,... và chia cả nước lại thành 30 tỉnh. Tỉnh Hưng Yên theo đó được thành lập, lỵ sở của tỉnh được đóng ở khu vực Xích Đằng (phường Lam Sơn–thành phố Hưng Yên ngày nay)..
Sau Cách mạng Tháng Tám–1945, thị xã Hưng Yên tiếp tục được chính quyền cách mạng chọn làm lỵ sở của tỉnh Hưng Yên.
Ngày 15 tháng 8 năm 1946, Ủy ban Hành chính Bắc Bộ ra Nghị định số 1216 về việc thành lập thị xã Hưng Yên trên cơ sở 2 khu phố: Đầu Lĩnh, Đằng Châu.
Từ năm 1946–1954, chiến tranh Việt Nam bắt đầu. Trong thời gian chiếm đóng thị xã (từ 22/12/1949–5/8/1954), thực dân Pháp đã chiếm đóng nhiều công trình làm trụ sở làm việc như: Sở chỉ huy trung tâm quân sự đặt tại Nhà Thành (đường Phạm Ngũ Lão), Dinh Tỉnh trưởng đặt tại chùa Phố (đường Trưng Trắc), lính đóng ở đền Trần (đường Bãi Sậy), lính "Commandos" (chuyên đi phục kích) đóng ở nhà thờ Đạo và nhà hát Thăng Long, Ty tiểu học vụ đóng ở đền Thiên Hậu,... Thị xã Hưng Yên là nơi tập trung đông quân lính, chức sắc của Pháp và vợ, con, gia đình. Số dân gốc ở thị xã phần lớn tản cư đi các nơi. Trong thời kỳ chiến tranh Việt Nam, thị xã Hưng Yên thực hiện "tiêu thổ kháng chiến". Hầu hết nhà cửa, đường giao thông, công sở bị phá hủy, chỉ còn lại một số công trình di tích lịch sử, văn hóa như: Nhà tu sĩ (Nhà Thành), nhà thờ Thiên Chúa giáo, đền Trần, đền Mẫu, đền Ủng, đình Hiến, chùa Hiến, đền Thiên Hậu, Đông Đô Quảng Hội, chùa Phố, chùa Chuông,...
Ngày 5 tháng 8 năm 1954, thị xã Hưng Yên có 6 phố lớn (tương đương phường) gồm: Hữu Môn, Mộc Sàng, Nguyệt Hồ, Tân Nhân, Tân Thị và Hậu Trường, được chia thành 20 phố nhỏ: Lê Lợi, Trưng Trắc, Trưng Nhị, Trần Hưng Đạo, Đồng Khánh, Đinh Tiên Hoàng, Bà Triệu, Nguyễn Thiện Thuật, Nguyễn Thị Giang, Nguyễn Du, Nguyễn Tri Phương, Phạm Ngũ Lão, Quang Trung, Hoàng Diệu, Trần Bình Trọng, Vĩnh Phúc, Bến Tầu, Đê Hoàng Cao Khải, Ngô Quyền, Chi Lăng và xã Hiến Nam gồm 7 thôn: Nam Hòa, An Vũ, Nhân Dục, Mậu Dương, Lương Điền, Phương Cái, Nam Tiến.
Tính đến ngày 5 tháng 10 năm 1954, cả thị xã Hưng Yên chỉ có 8.625 người, tập trung từ ngã tư An Vũ đến gốc Xanh, bao gồm: Công nhân, thợ thủ công, tiểu thương, nông dân, tiểu chủ, tiểu tư sản trí thức, tư sản dân tộc, tư sản kiêm địa chủ, địa chủ kiêm công thương, Hoa Kiều (12 hộ với 60 khẩu), người Công giáo (109 gia đình với 961 người) và một số dân nơi khác đến làm ăn buôn bán không cư trú cố định. Các cửa hàng cửa hiệu tại thị xã chủ yếu là: Thợ may, sửa chữa đồng hồ, đóng giày dép, gò hàn, sửa chữa xe đạp, cắt tóc, giặt là quần áo, trồng răng, làm hàng mã,... Cơ sở sản xuất tiểu thủ công nghiệp còn nhỏ bé, số lượng lao động ít: Cả thị xã có 84 thợ may, 35 thợ cắt tóc, 10 thợ làm mũ, 10 thợ đóng giày, 12 thợ hàn thiếc, 46 công nhân bốc vác, 30 người kéo xe bò, 57 người kéo xe tay, 40 tài xế và phụ xe ô tô. Về nông nghiệp, ruộng đất bị bỏ hoang tới 482 mẫu, được cho là do Pháp lập "vành đai trắng" không cho dân cày cấy. Thị xã có một chợ buôn bán các mặt hàng tạp hóa, lương thực, thực phẩm và vật dụng gia đình.
Ngày 13 tháng 2 năm 1955, Ủy ban Hành chính tỉnh Hưng Yên ra Quyết định số 51/TCCB. Theo đó, các phố lần lượt được đổi tên như sau:
- Sáp nhập phố Mộc Sàng và thôn Nam Hòa thành phố Hoàng Hanh.
- Đổi tên phố Hữu Môn thành phố Trần Hưng Đạo.
- Sáp nhập 2 phố: Tân Nhân và Tân Thị thành phố Minh Khai.
- Sáp nhập phố Nguyệt Hồ và thôn Mậu Dương thành phố Quang Trung.
- Đổi tên phố Bến Tầu thành phố Lê Hồng Phong.

Ngày 6 tháng 4 năm 1955, Ủy ban Hành chính tỉnh Hưng Yên ban hành Quyết định số 417/TCCB. Theo đó:
- Sáp nhập 3 thôn: Lương Điền, Phương Cái và Nam Tiến về huyện Tiên Lữ.
- Sáp nhập 2 thôn: An Vũ và Nhân Dục của xã Hiến Nam về huyện Kim Động.

Ngày 26 tháng 1 năm 1968, 2 tỉnh: Hưng Yên và Hải Dương được sáp nhập thành tỉnh Hải Hưng, lúc này, thì tỉnh lỵ của tỉnh Hải Hưng được đặt tại thị xã Hải Dương (nay là thành phố Hải Dương). Cho nên, thị xã Hưng Yên tạm thời bị mất đi vị thế nằm ở trung tâm của tỉnh. Đồng thời, hoàn cảnh về kinh tế khó khăn tại Việt Nam ngay trong thời gian đó và điều kiện giao thông thì không thể thuận lợi, thị xã Hưng Yên còn bị mất đi khá nhiều cơ hội để phát triển.

### Từ năm 1976 đến nay
Sau năm 1975, thị xã Hưng Yên là thị xã thứ 2 của tỉnh Hải Hưng (sau thị xã Hải Dương) có 3 đơn vị hành chính cấp xã, bao gồm 2 phường: Lê Lợi, Minh Khai và xã Hồng Châu.
Ngày 4 tháng 1 năm 1982, Hội đồng Bộ trưởng ban hành Quyết định số 02-HĐBT. Theo đó:
- Sáp nhập 2 xã: Lam Sơn và Hiến Nam của huyện Kim Thi (nay là 2 huyện Kim Động và Ân Thi) vào thị xã Hưng Yên.
- Sáp nhập thôn Phương Độ của xã Hồng Nam và 2 thôn: Nam Tiến, Mậu Dương (trừ xóm Châu Dương) của xã Quảng Châu thuộc huyện Phù Tiên (nay là 2 huyện Phù Cừ và Tiên Lữ)  vào thị xã Hưng Yên.

Sau khi mở rộng địa giới hành chính, thị xã Hưng Yên có 5 đơn vị hành chính cấp xã, bao gồm 2 phường: Lê Lợi, Minh Khai và 3 xã: Lam Sơn, Hiến Nam, Hồng Châu.
Ngày 6 tháng 11 năm 1996, sau khi tỉnh Hải Hưng được tách ra thành 2 tỉnh:Hải Dương và Hưng Yên, thì thị xã Hưng Yên trở lại là tỉnh lỵ của tỉnh Hưng Yên với 5 đơn vị hành chính cấp xã (đã nêu ở trên).
Ngày 24 tháng 2 năm 1997, Chính phủ ban hành Nghị định số 17-CP. Theo đó:
- Thành lập phường Quang Trung trên cơ sở 48,28 ha diện tích tự nhiên và 7.959 nhân khẩu của phường Lê Lợi.
- Thành lập phường Hiến Nam trên cơ sở toàn bộ diện tích tự nhiên và dân số của xã Hiến Nam với 721,5 ha diện tích tự nhiên và 12.486 nhân khẩu.
- Thành lập phường Hồng Châu trên cơ sở toàn bộ diện tích tự nhiên và dân số của xã Hồng Châu với 383,6 ha diện tích tự nhiên và 5.200 nhân khẩu.
- Thành lập phường Lam Sơn trên cơ sở toàn bộ diện tích tự nhiên và dân số của xã Lam Sơn với 752,9 ha diện tích tự nhiên và 6.515 nhân khẩu.

Ngày 23 tháng 9 năm 2003, Chính phủ ban hành Nghị định 108/2003/NĐ-CP về việc:
- Điều chỉnh toàn bộ: 541,12 ha diện tích tự nhiên với 8.913 nhân khẩu của xã Trung Nghĩa; 534 ha diện tích tự nhiên với 6.676 nhân khẩu của xã Liên Phương; 362 ha diện tích tự nhiên với 4.034 nhân khẩu của xã Hồng Nam và 830,30 ha diện tích tự nhiên với 7.540 nhân khẩu của xã Quảng Châu thuộc huyện Tiên Lữ; toàn bộ 397,82 ha diện tích tự nhiên và 5.692 nhân khẩu của xã Bảo Khê thuộc huyện Kim Động về thị xã Hưng Yên quản lý.
- Thành lập phường An Tảo trên cơ sở 322,56 ha diện tích tự nhiên và 8.444 nhân khẩu của phường Hiến Nam.
- Điều chỉnh 48,76 ha diện tích tự nhiên và 1.565 nhân khẩu của phường Hiến Nam về phường Lê Lợi quản lý.
- Điều chỉnh 1,40 ha diện tích tự nhiên và 240 nhân khẩu của phường Lê Lợi về phường Hiến Nam quản lý.
- Điều chỉnh 9,48 ha diện tích tự nhiên và 15 nhân khẩu của phường Lam Sơn về phường Hiến Nam quản lý.
- Điều chỉnh 0,46 ha diện tích tự nhiên và 40 nhân khẩu của phường Lê Lợi về phường Quang Trung quản lý.
- Điều chỉnh 1,0 ha diện tích tự nhiên và 120 nhân khẩu của phường Hồng Châu về phường Quang Trung quản lý.
- Điều chỉnh 166,39 ha diện tích tự nhiên và 1.850 nhân khẩu của phường Hồng Châu về phường Minh Khai quản lý.

Sau khi điều chỉnh địa giới hành chính, thì thị xã Hưng Yên có 4.680,36 ha diện tích tự nhiên và 76.409 nhân khẩu với 12 đơn vị hành chính cấp xã trực thuộc, bao gồm 7 phường: Hiến Nam, Lam Sơn, Lê Lợi, Quang Trung, Minh Khai, Hồng Châu, An Tảo và 5 xã: Trung Nghĩa, Liên Phương, Hồng Nam, Quảng Châu, Bảo Khê.
Vào ngày 30 tháng 7 năm 2007, thị xã Hưng Yên đã chính thức trở thành đô thị loại III theo Quyết định số 1012/QĐ-BXD ngày 17 tháng 7 năm 2007 của Bộ Xây dựng và trở thành thành phố của tỉnh Hưng Yên vào ngày 9 tháng 5 năm 2009 theo Nghị định số 04/NĐ-CP ngày 19 tháng 1 năm 2009 của Chính Phủ.
Thành phố Hưng Yên có 4.685,51 ha diện tích tự nhiên và 121.486 nhân khẩu với 12 đơn vị hành chính cấp xã trực thuộc, bao gồm 7 phường: Lê Lợi, Quang Trung, Minh Khai, Lam Sơn, Hiến Nam, An Tảo, Hồng Châu và 5 xã: Quảng Châu, Hồng Nam, Liên Phương, Trung Nghĩa, Bảo Khê.
Ngày 6 tháng 8 năm 2013, Chính phủ ban hành Nghị quyết 95/NQ-CP. Theo đó, điều chỉnh 1.188,92 ha diện tích tự nhiên, 10.740 nhân khẩu của huyện Kim Động (gồm toàn bộ diện tích tự nhiên và nhân khẩu của 2 xã: Hùng Cường, Phú Cường) và 1.455 ha diện tích tự nhiên, 15.049 nhân khẩu của huyện Tiên Lữ (gồm toàn bộ diện tích tự nhiên và nhân khẩu của 3 xã: Hoàng Hanh, Phương Chiểu, Tân Hưng) về thành phố Hưng Yên quản lý.
Như vậy, sau khi điều chỉnh địa giới hành chính, thì đến thời điểm này, thành phố Hưng Yên có 7.342,07 ha diện tích tự nhiên và 147.275 nhân khẩu với 17 đơn vị hành chính cấp xã trực thuộc, bao gồm 7 phường: An Tảo, Hiến Nam, Lam Sơn, Minh Khai, Lê Lợi, Quang Trung, Hồng Châu và 10 xã: Bảo Khê, Trung Nghĩa, Liên Phương, Hồng Nam, Quảng Châu, Phú Cường, Hùng Cường, Phương Chiểu, Hoàng Hanh, Tân Hưng.
Ngày 24 tháng 10 năm 2024, Ủy ban Thường vụ Quốc hội ban hành Nghị quyết số 1248/NQ-UBTVQH15 về việc sắp xếp đơn vị hành chính cấp xã của tỉnh Hưng Yên giai đoạn 2023 – 2025 (nghị quyết có hiệu lực từ ngày 1 tháng 12 năm 2024). Theo đó:
- Sáp nhập phường Quang Trung vào phường Lê Lợi.
- Điều chỉnh một phần xã Phương Chiểu vào xã Liên Phương.
- Thành lập xã Phương Nam trên cơ sở phần còn lại của xã Phương Chiểu và xã Hồng Nam.

Thành phố Hưng Yên có 15 đơn vị hành chính, gồm 6 phường và 9 xã như hiện nay.

## Kinh tế - xã hội
Phố Hiến, thương cảng sầm uất của Việt Nam hồi thế kỷ 16 và 17, nằm trong thành phố Hưng Yên.
Thành phố Hưng Yên được tổ chức theo 4 khu vực chính.
- Khu vực cần bảo tồn, tôn tạo (khu vực Phố Hiến)
- Khu vực cần cải tạo chỉnh trang (khu phố cũ)
- Khu vực xây dựng mới (khu đô thị mới)
- Khu nhà vườn sinh thái (trồng cây nhãn truyền thống của tỉnh).

### Kinh tế
Những năm qua, tỉnh và thành phố Hưng Yên tăng cường đầu tư cải tạo hệ thống cơ sở hạ tầng như: giao thông, cầu cảng,... Đặc biệt, sự kiện cầu Yên Lệnh, cầu Triều Dương, cầu Hưng Hà, cầu La Tiến nối hai bờ sông Hồng, sông Luộc được thông xe, tuyến quốc lộ 38, 39 được nâng cấp, cải tạo đã tạo mạch nối giao thông quan trọng giữa các tỉnh thành phố vùng kinh tế trọng điểm phía Bắc, giúp Hưng Yên nâng cao sức hút đầu tư. Đến nay, đã có 26 dự án công nghiệp, dịch vụ đầu tư vào địa bàn thành phố, nhiều doanh nghiệp đã không ngừng đầu tư mở rộng sản xuất, đổi mới thiết bị, công nghệ, hoạt động sản xuất, kinh doanh đạt hiệu quả khá như: Công ty cổ phần may Hưng Yên, Công ty may Phố Hiến,... Giá trị sản xuất công nghiệp - xây dựng năm 2012 trên 1.584,9 tỷ đồng. Năm 2008, giá trị thương mại - dịch vụ đạt 1.455 tỷ đồng, đến năm 2012, giá trị thương mại - dịch vụ: 3.120 tỷ đồng. tổng mức bán lẻ, doanh thu dịch vụ đạt 693 tỷ đồng..
Hiện nay thành phố Hưng Yên đang triển khai đầu tư xây dựng khu đô thị Phúc Hưng nằm trên địa bàn phường Hiến Nam.

### Xã hội

#### Giáo dục
Trên địa bàn TP. Hưng Yên có các trường:
1. Đại học Chu Văn An
2. Cao đẳng Sư phạm Hưng Yên
3. Trung cấp Nghệ thuật Hưng Yên
4. Trung cấp nghề Hưng Yên
5. Trung cấp GTVT Hưng Yên,...

Đây cũng là nơi đào tào các kỹ sư, cử nhân, công nhân có tay nghề cao cần thiết cho sự phát triển của Hưng Yên nói riêng và cả nước nói chung.
Hiện thành phố đang xúc tiến đầu tư xây dựng khu đô thị Đại học Phố Hiến với quy mô 1.000 ha.

#### Y tế
Hiện nay thành phố có Bệnh viện Đa khoa Hưng Yên, Bệnh viện Sản nhi Hưng Yên, Bệnh viện Lao Hưng Yên, Bệnh viện tư nhân Hưng Hà, Bệnh viện tư nhân Việt Pháp,... phục vụ khám chữa bệnh cho dân thành phố cũng như dân trong tỉnh và các tỉnh lân cận.

## Du lịch
Tiềm năng dịch vụ du lịch cũng ngày càng được các doanh nghiệp khai thác hiệu quả. Thành phố hiện có 6 doanh nghiệp hoạt động trên lĩnh vực khách sạn, nhà hàng, nhiều dự án có giá trị đầu tư lớn như: Trung tâm hội nghị quốc tế Sơn nam Plaza, khách sạn Phố Hiến, khách sạn Thái Bình.... Cùng với quần thể di tích Phố Hiến với 128 di tích, lễ hội văn hoá dân gian Phố Hiến đang được khôi phục, tôn tạo, thu hút du khách đến với hoạt động du lịch tâm linh. Hàng năm thành phố đón hàng triệu lượt khách trong và ngoài nước, doanh thu khách sạn, nhà hàng và dịch vụ du lịch đạt trên 100 tỷ đồng.
Nhà hát Chèo Hưng Yên là đơn vị nghệ thuật chèo chuyên nghiệp, nơi lưu giữ bảo tồn những giá trị văn hóa tiêu biểu của phố Hiến.
Để tạo nên những điểm nhấn phát triển thương mại dịch vụ, lưu giữ, phát huy những bản sắc của thành phố vốn hưng thịnh, yên bình, các cấp, ngành của tỉnh đang chung tay đầu tư tôn tạo quần thể di tích Phố Hiến, cảng đón khách và đặc biệt là khu chợ Phố Hiến. Hiện thành phố đang xúc tiến đầu tư xây dựng khu đô thị Đại học Phố Hiến và trung tâm dịch vụ thương mại tổng hợp, khu mua sắm, nghỉ dưỡng, chăm sóc sức khoẻ bằng những sản vật vốn có của Hưng Yên.
Một số đặc sản của thành phố Hưng Yên là nhãn lồng, mật ong, long nhãn, hạt sen, bún thang

## Giao thông
Hoạt động vận tải hàng năm phục vụ cho trên 3,5 triệu lượt khách, gần 800 nghìn tấn hàng hoá, doanh thu vận tải năm 2008 đạt gần 82 tỷ đồng.
Hưng Yên được kết nối với các tỉnh, thành khác qua các quốc lộ:
- Quốc lộ 38A: Bắc Ninh - Hải Dương (Huyện Cẩm Giàng) - Hưng Yên - Hà Nam (Huyện Kim Bảng).
- Quốc lộ 38B: Hải Dương - Hưng Yên - Ninh Bình.
- Quốc lộ 39A: Hưng Yên - Phố Nối (Quốc lộ 5A).
- Quốc lộ 39B: Hưng Yên - Thái Bình (Huyện Thái Thụy)
- Đường nối đường 5B và đường cao tốc Cầu Giẽ - Ninh Bình (điểm đầu tại nút giao thông Lực Điền chạy song song với QL39 qua TP.Hưng Yên, vượt sông Hồng sang Lý Nhân - Hà Nam, giao với đường cao tốc Cầu Giẽ - Ninh Bình tại nút giao Liêm Tuyền).
- Đường thủy: Sông Hồng là ranh giới của Hưng Yên với các tỉnh, thành phía tây, dài 57 km. Sông Luộc là ranh giới với tỉnh Thái Bình dài 25 km. Sông Luộc và sông Hồng giao nhau tại địa phận thành phố Hưng Yên. Ngoài ra còn các sông nhỏ khác như: sông Sặt (sông Kẻ Sặt), sông Chanh, sông Cửu An (sông Cửu Yên), sông Tam Đô, sông Điện Biên, v.v. Hệ thống đại thủy nông Bắc Hưng Hải chủ yếu phục vụ tưới tiêu cho nông nghiệp tỉnh này.
- 195: Chạy dọc đê sông Hồng từ thành phố Hưng Yên tới Bát Tràng, Gia Lâm.

Một số tuyến xe bus chạy qua địa bàn Hưng Yên:
- Tuyến 205: Bến xe Gia Lâm - Hưng Yên.
- Tuyến 207: Bến xe Gia Lâm - Bến xe Triều Dương.
- Tuyến 206: Bến xe Hải Dương - Phố Cao - Phố Giác - Bến xe Hưng Yên.
- Tuyến 208: Hưng Yên - Bến xe Giáp Bát.
- Tuyến 209: Bến xe Giáp Bát - Hưng Yên.
- Tuyến 216: Hải Dương - Ân Thi - Hưng Yên.
- Tuyến 08: Bến xe Quế - Kim Bảng - Phủ Lý - Hưng Yên.
- Tuyến 02: Hưng Yên - Văn Giang - Như Quỳnh.

Cầu Yên Lệnh: Thành phố còn có cầu Yên Lệnh, đây là cây cầu bê-tông lớn nhất được bắc qua sông Hồng, nối 2 tỉnh Hưng Yên và Hà Nam. Cầu nằm trên quốc lộ 38 và có chiều dài hơn 2,2 km, trong đó, phần cầu chính dài gần 900m, đường dẫn dài hơn 1.300m, tổng mức đầu tư 338,3 tỉ đồng. Cầu cũng là công trình đầu tiên ở phía Bắc áp dụng phương thức đầu tư BOT (xây dựng - kinh doanh - chuyển giao) nhằm huy động nguồn vốn ngoài ngân sách Nhà nước phục vụ phát triển hạ tầng giao thông, giúp giải quyết tình trạng khó khăn trong ngân sách Nhà nước. Cầu Yên Lệnh khi hoàn thành đã tạo nhiều dấu ấn đặc biệt. Đó là các phương tiện giao thông có thể đi thẳng từ Hải Phòng, Quảng Ninh tới quốc lộ 1 để vào Nam và ngược lại mà không phải qua Hà Nội. Điều này không chỉ tạo thuận lợi cho phương tiện mà còn giúp giảm ách tắc giao thông cho thủ đô. Bên cạnh đó, cây cầu tạo thuận lợi hơn cho hai tỉnh Hà Nam và Hưng Yên phát triển kinh tế xã hội, nhất là thu hút vốn đầu tư vào các khu công nghiệp trên địa bàn.